# Francisco Reis Ferreira
Francisco Reis Ferreira (Oliveira de Azeméis, 26 maart 1997) - alias Ferro - is een Portugees voetballer die doorgaans speelt als centrale verdediger. Hij werd in februari 2019 gepromoveerd naar het eerste elftal van Benfica.

## Clubcarrière
Ferro doorliep de jeugdreeksen van Oliveirense, CD Estarreja en AD Taboeira om vanaf 2011 de jeugdopleiding van Benfica te volgen. In februari 2019 maakte hij de overstap naar het eerste elftal. Zijn officieel debuut liet niet lang op zich wachten. Op 10 februari 2019 maakte hij zijn debuut voor het eerste elftal in de met 10–0 gewonnen wedstrijd tegen CD Nacional. Ferro speelde de volledige wedstrijd en wist bij zijn debuut ook te scoren. In minuut 56 zette hij met een kopbal de 6–0 op het bord. Hij werd verhuurd aan CF Valencia (2021), Hajduk Split (2022) en Vitesse (2022/23).

## Clubstatistieken
| Seizoen | Club    | Competitie    | Competitie | Competitie | Beker | Beker | Internationaal | Internationaal | Totaal | Totaal |
| Seizoen | Club    | Competitie    | Wed.       | Dlp.       | Wed.  | Dlp.  | Wed.           | Dlp.           | Wed.   | Dlp.   |
| ------- | ------- | ------------- | ---------- | ---------- | ----- | ----- | -------------- | -------------- | ------ | ------ |
| 2018/19 | Benfica | Primeira Liga | 13         | 2          | 1     | 0     | 4              | 1              | 18     | 3      |
| 2019/20 | Benfica | Primeira Liga | 14         | 1          | 2     | 0     | 5              | 0              | 21     | 3      |
| Totaal  | Totaal  | Totaal        | 27         | 3          | 3     | 0     | 9              | 1              | 39     | 4      |

Bijgewerkt op 11 januari 2020.

## Interlandcarrière
Ferro is een voormalig Portugees jeugdinternational. Bondscoach Fernando Santos haalde hem in september 2019 bij de nationale ploeg, met het oog op een kwalificatiewedstrijd voor het EK 2020 tegen Litouwen. Hij kreeg echter geen speelminuten.

## Erelijst
| Kampioen Primeira Liga        | 1x | 2018/19 |
| Supertaça Cândido de Oliveira | 1x | 2019    |